# Lyocell
Lyocell (zkratka CLY) je označení druhu viskózových vláken vyrobených „zvlákňováním z rozpouštědla“ (solvent-spun nebo dry-jet-wet).

## Způsob výroby
Základní surovina je dřevo z různých druhů rostlin (buk, eukalyptus aj). Rozdrcená buničina se rozpouští organickým prostředkem NMMO (N-methylmorfolin-N-oxid), což je fyzikální proces (na rozdíl od výroby standardních viskózových vláken s použitím chemikálií). V následující  koagulační lázni se sice odstraní chemikálie z povrchu vlákna, protože ale i minimální množství NMMO je toxické, musí se rozpouštědlo po použití recyklovat a beze zbytků spotřebovat.
Zvlákňování probíhá při teplotě těsně nad 100°C, celulóza regeneruje během koagulace. Hotové filamenty se odvádějí rychlostí cca 500 m/min, stříž se vyrábí s 90 m/min.

## Vlastnosti

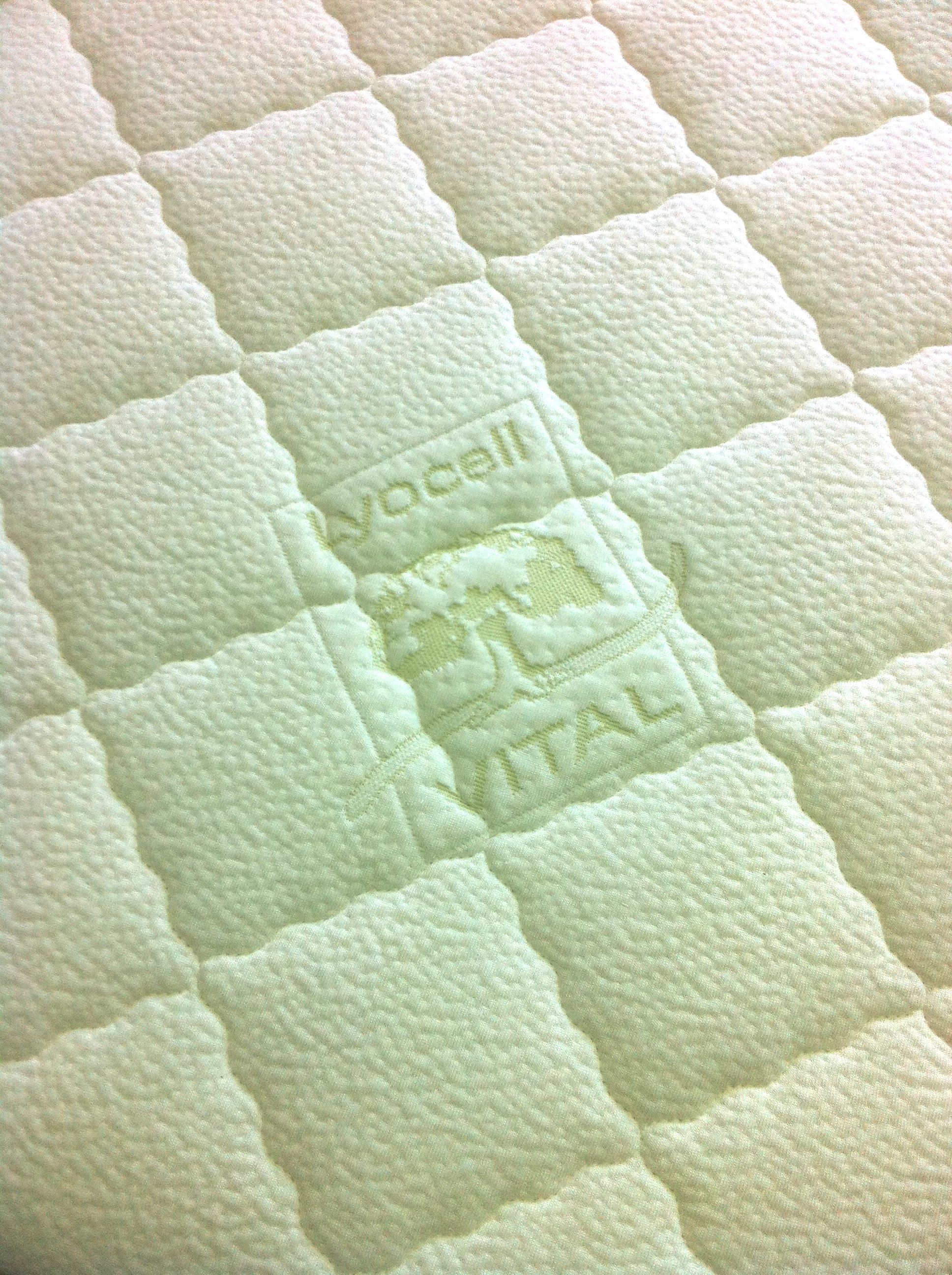
Matrace z lyocellové tkaniny

Jako textilní materiál se z lyocelu vyrábí hladká, lesklá staplová vlákna a filamenty v bílé barvě.
Porovnání fyzikálních vlastností s podobnými vlákny:
| Druh vlákna               | Lyocell | stand. viskóza | polynosic | Cupro | bavlna |
| ------------------------- | ------- | -------------- | --------- | ----- | ------ |
| Pevnost za sucha (cN/tex) | 40–44   | 20–24          | 35–40     | 15–20 | 20–24  |
| Tažnost za sucha (%)      | 14–16   | 20–25          | 10–15     | 7–23  | 7–9    |
| Pevnost za mokra (cN/tex) | 34–38   | 10–15          | 27–30     | 9–15  | 25–30  |
| Tažnost za mokra (%)      | 16–18   | 25–30          | 10–15     | 6–43  | 14–14  |
| Navlhavost (%)            | 65–70   | 90–100         | 55–70     | 100   | 45–55  |

K pozitivním vlastnostem patří také: velmi dobrá afinita k barvivům (brilantnost barev), odolnost proti louhům, úplná biologická rozložitelnost, možnost praní výrobků při 60 °C
Nedostatky: nízká elasticita (mačkavost) a malá odolnost proti kyselinám

## Použití

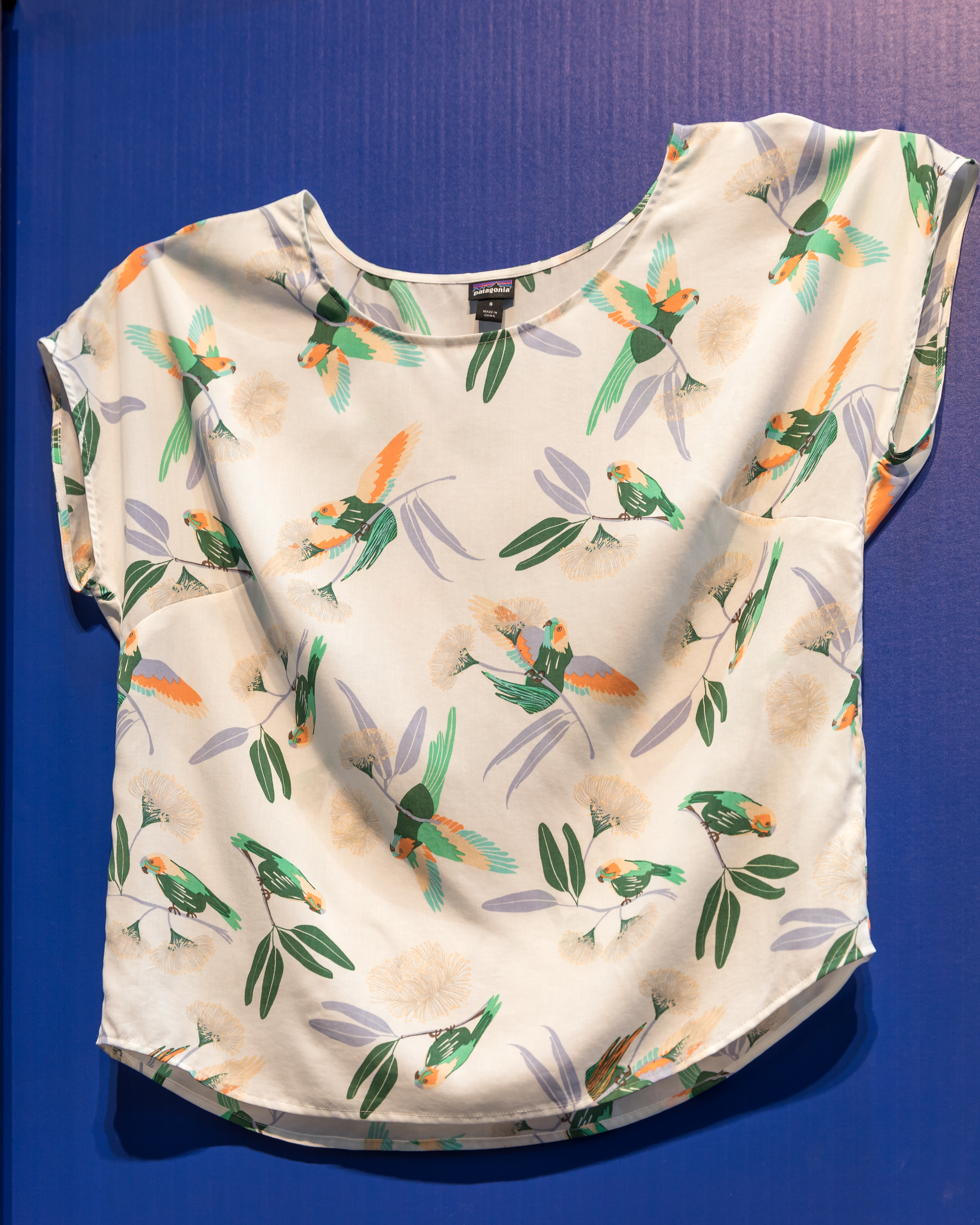
Tričko z lyocellu

Příze se dají použít bez příměsí (často z mikrovláken)  nebo ve směsi s polyesterem, bavlnou, lnem, konopím, hedvábím nebo vlnou (s vhodnou jemností a délkou střiže) na oděvní tkaniny a pleteniny, šicí nitě, pneumatikové kordy, speciální papír aj. 

## Historie
První patent na zvlákňování z rozpouštědla pochází z roku 1939. Základní výzkum začal v 80. letech 20. století u nizozemské firmy Akco, od které zakoupily licenci firmy Courtalds a Lenzing AG a vyráběly od 90. let lyocell průmyslově. Lenzing převzal v roce 2004 také výrobní zařízení firmy Courtalds spolu se značkou Tencel®. V roce 2021 má Lenzing se 200 kilotunami  nejvyšší podíl na celkovém světovém množství 423 kilotun. Průměrná cena vlákna se udává s 1,50 €/kg.

### Lyocell a odvozené druhy vyrobené zvlákňováním z rozpouštědla
Na začátku 3. dekády 21. století se vyrábějí tato vlákna:
- U firmy Lenzing s obchodními značkami  TENCEL™, LENZING™, ECOVERO™ a VEOCEL™
  - Tencel a Lenzing jsou standardní výrobky
  - Ecovero se má vyrábět ze dřeva z lesa certifikovaného podle ekologických předpisů
  - Veocel je lyocell pro použití výlučně na netkané textilie[10]
- Oricell™ je standardní lyocellová stříž vyráběněná od roku 2015 čínskou firmou Baoding Swan Fiber Co  (původní kapacita 15 kilotun zvýšena v roce 2016 na ročních 75 kilotun[11]
- SeaCell vyrábí asi od roku 2006 německá firma Smartfiber. Jedná se lyocellová vlákna s příměsí 10-20 % buničiny z  mořských řas.[12]

## Dopady na životní prostředí
Studie na žížalách ukázala, že vlákna lyocellu mohou vykazovat větší akutní toxicitu než polyesterová vlákna a při dlouhodobé expozici můžou negativně ovlivnit rozmnožování žížal. Studie na okřehku naznačuje, že lyocellová vlákna mohou negativně ovlivňovat fotosyntézu a v některých ohledech vykazoval lyocell větší toxicitu než PET mikrovlákna. Obě studie se shodují na tom, že výzkum v oblasti ekotoxicity lyocellu je velmi omezený.